# Hieronim Dziewolski

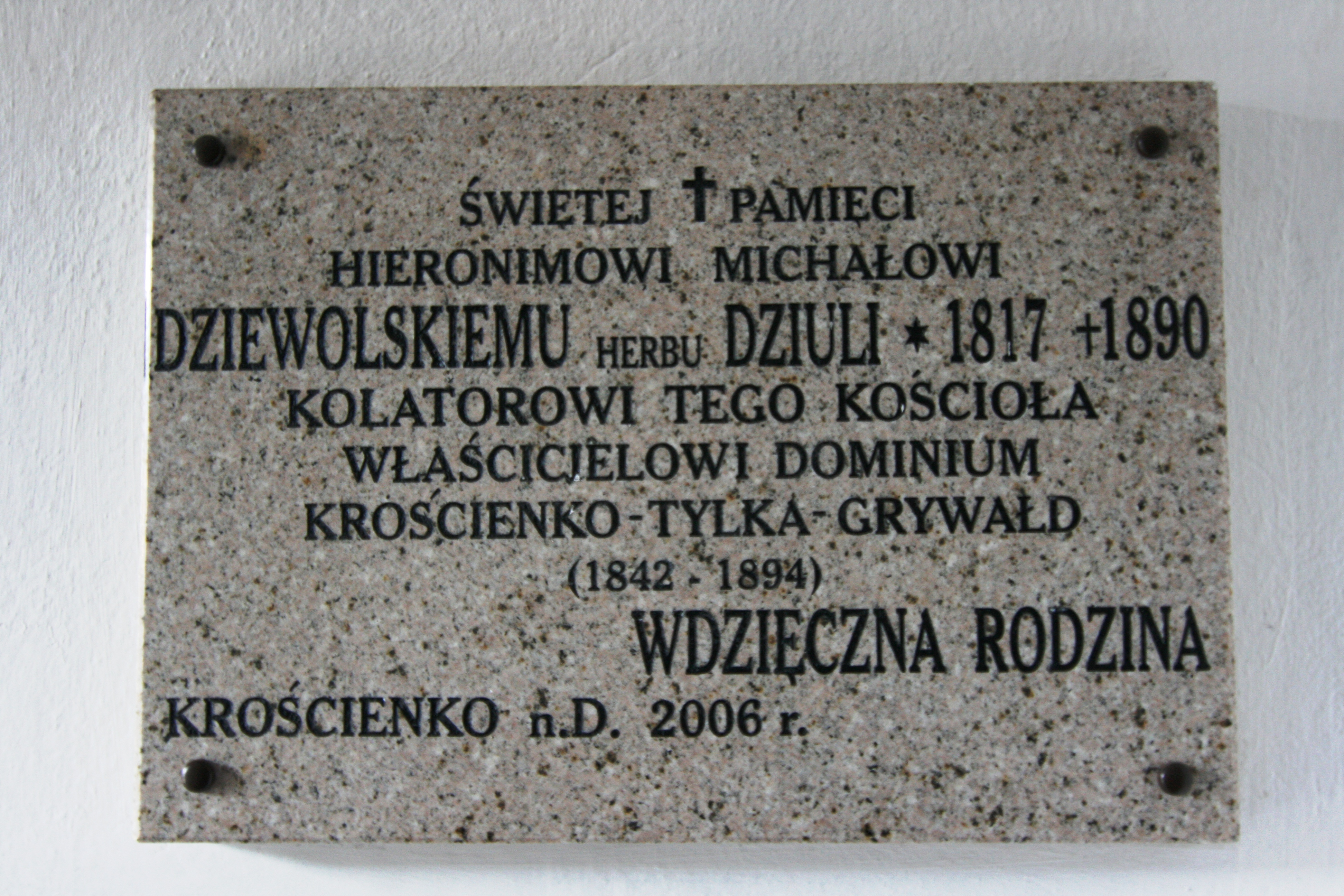
Tablica epitafijna poświęcona Hieronimowi Dziewolskiemu w kruchcie Kościoła Wszystkich Świętych w Krościenku nad Dunajcem

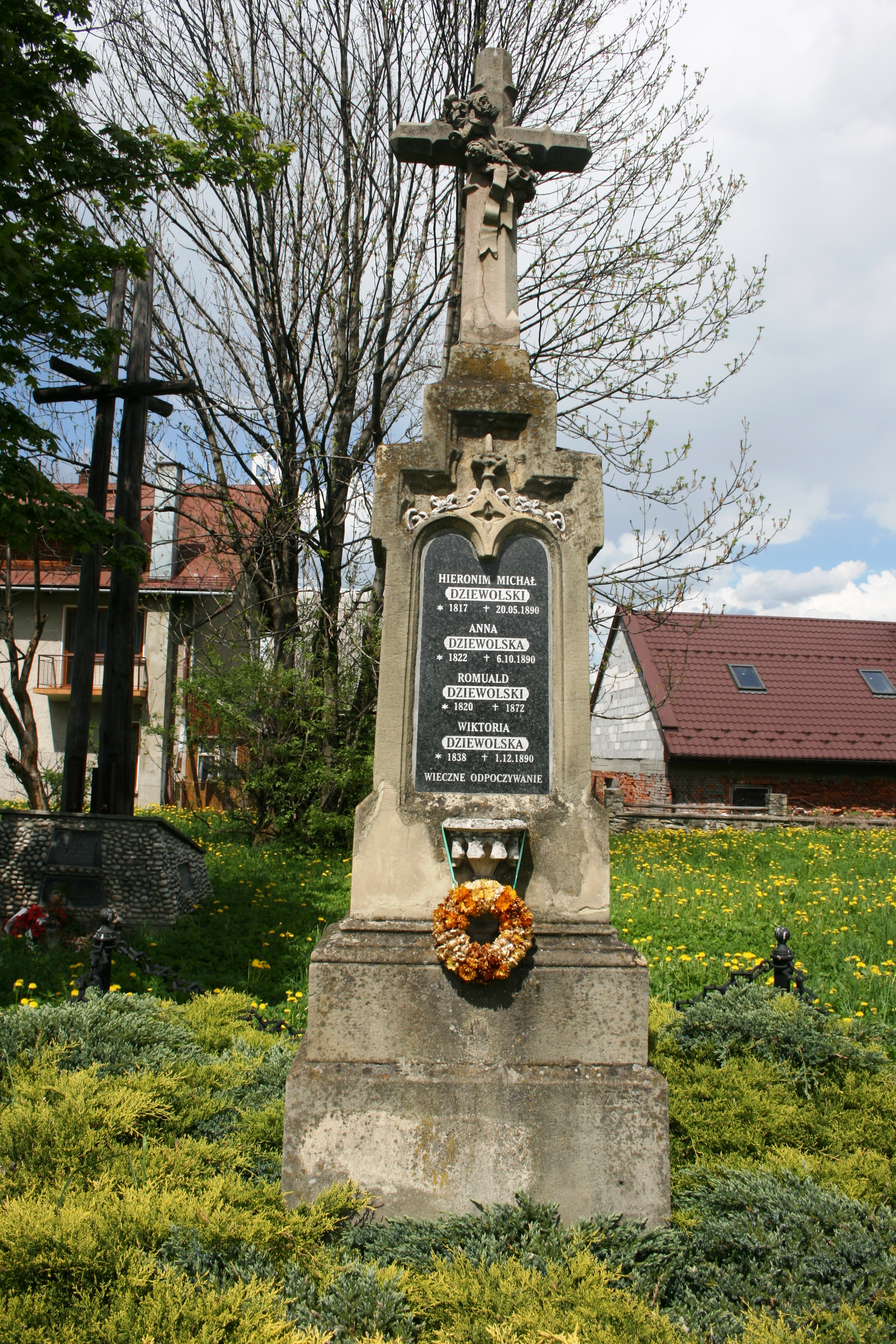
Obelisk na grobie Hieronima i Anny Dziewolskich na starym cmentarzu w Krościenku nad Dunajcem

Hieronim Michał Dziewolski (ur. w 1817, zm. 20 maja 1890) – właściciel dominium Krościenko nad Dunajcem – Tylka – Grywałd w latach 1842–1890, kontynuator rozwoju uzdrowiska w Krościenku.

## XIX-wieczna historia uzdrowiska
Po I rozbiorze Polski Krościenko jako królewszczyzna zostało przejęte przez c.k. skarb Austrii. Wkrótce poszczególne dobra wystawiono na sprzedaż. 8 kwietnia 1822 roku sekcję krościeńską dóbr czorsztyńskich z Krościenkiem, Grywałdem, Tylką i dwoma wójtostwami zakupiła na licytacji Franciszka z Dębickich Grossowa za 29 910 złotych reńskich. Do dworu należało 3 027 morgów użytków (w tym 358 morgów gruntów ornych, 79 łąk, 212 pastwisk i 2 361 lasów). Z tego na terenie gminy Krościenko (dane z 1868 roku) znajdowało się 1 437 morgów. Twórcą uzdrowiska był Henryk Gross, mąż Franciszki, choć tradycje kąpieli w uzdrowisku poprzedzają inwestycje Grossa. 
Gross dokupił tereny (na zboczach góry Stajkowej) ze źródłami wody o rzekomo leczniczych własnościach w 1827 roku od lokalnego gospodarza Franciszka Kordeczki, do którego rodziny ów grunt należał najprawdopodobniej od pokoleń (możliwe, że Kordeczka również nabył te włości od c.k. skarbu Austrii). Henryk Gross w 1827 roku ujął zdroje „Anna” (dziś „Stefan”) i „Michalina” i zbudował na Zawodziu małe łazienki wraz z zakładem leczniczym. Dwa lata później stanął przy nich skromny zakład zdrojowy, nie rozwinął się jednak z powodu małej wydajności źródeł i jednocześnie ostrej konkurencji Szczawnicy. Po kilku latach inwestycji program rozwoju zdroju załamał się i Gross wydzierżawił go żydowskim przedsiębiorcom. To z kolei spowodowało stagnację ośrodka. W 1835 roku majątek krościeński został zakupiony przez Teofilę Cichulską, wtedy już prawie nikt do Krościenka nie przyjeżdżał. Wreszcie w listopadzie 1841 roku dominium krościeńskie przeszło w ręce Michała Kuliga, bogatego kupca z Suchej, którego córka Anna (1822–1890) wyszła rok później za mąż za Hieronima Dziewolskiego, otrzymując całość ziem w posagu.

## Działalność Hieronima Dziewolskiego
Nowy dziedzic pragnął pomnożyć dochody z zalążkowego zakładu, nie ponosząc większych nakładów własnych. Obydwa źródła ujął w nowe drewniane ocembrowania, dokonał koniecznych napraw, w tym odremontował dwa budynki gościnne i wyposażył je w meble. Na zlecenie Komisji Balneologicznej źródła Dziewolskiego zbadał prof. Aleksandrowicz z Krakowa stwierdzając, że ich woda jest najbardziej podobna do wody w źródle „Konstantyna” w Gleichelbergu (w Styrii). Zalecił leczenie nimi „oskrzeli, niektórych nieżytów żołądka, jelit, pęcherza moczowego, nerek, pochwy i macicy, gruźlicy, zołzy, woli i schorzeń nerwowych”. W kolejnych latach Hieronim Dziewolski uzyskał zgodę na wysyłkową sprzedaż wód. 
Od około 1850 roku letnicy zaczęli znowu przyjeżdżać, jednak niezbyt licznie. Byli to głównie Żydzi, którzy mogli się tu leczyć taniej niż w Szczawnicy. Szczawnickie zdroje odwiedzały również bardziej znaczące osoby, które zatrzymywały się tu przejazdem. W 1858 roku liczba gości dochodziła do 60 rodzin. W 1860 roku krościeńskie zdroje odwiedziło już 65 osób, udzielono im 150 kąpieli. Na sprzedaż wysłano 9 tysięcy butelek wody. Dla porównania: w 1860 roku Szczawnicę odwiedziło 715 gości, których uraczono 873 kąpielami, a wysłano ze Szczawnicy 92 905 flaszek wody.

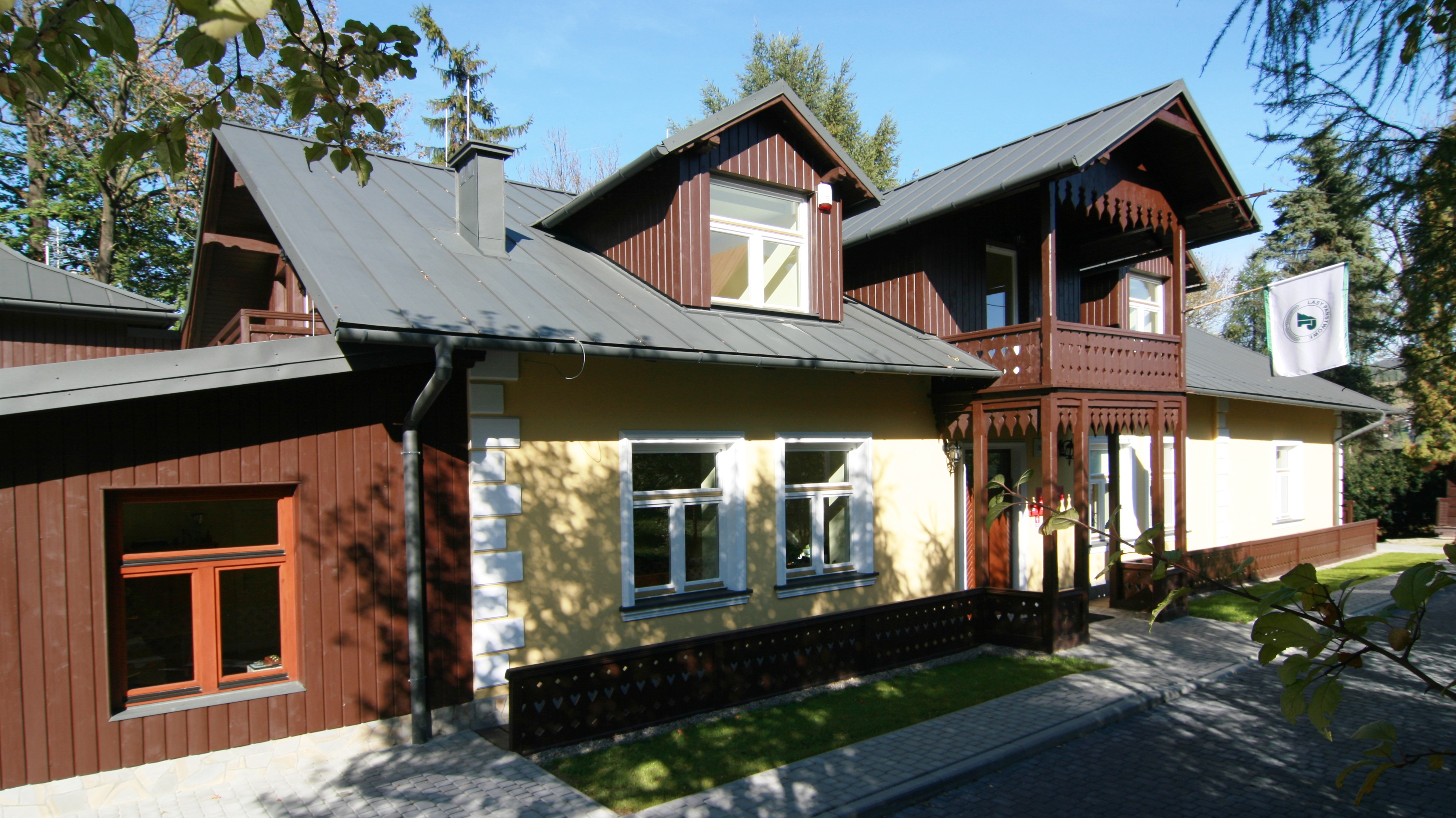
Dwór Dziewolskich przy ul. Trzech Koron 4, obecnie siedziba Nadleśnictwa Krościenko

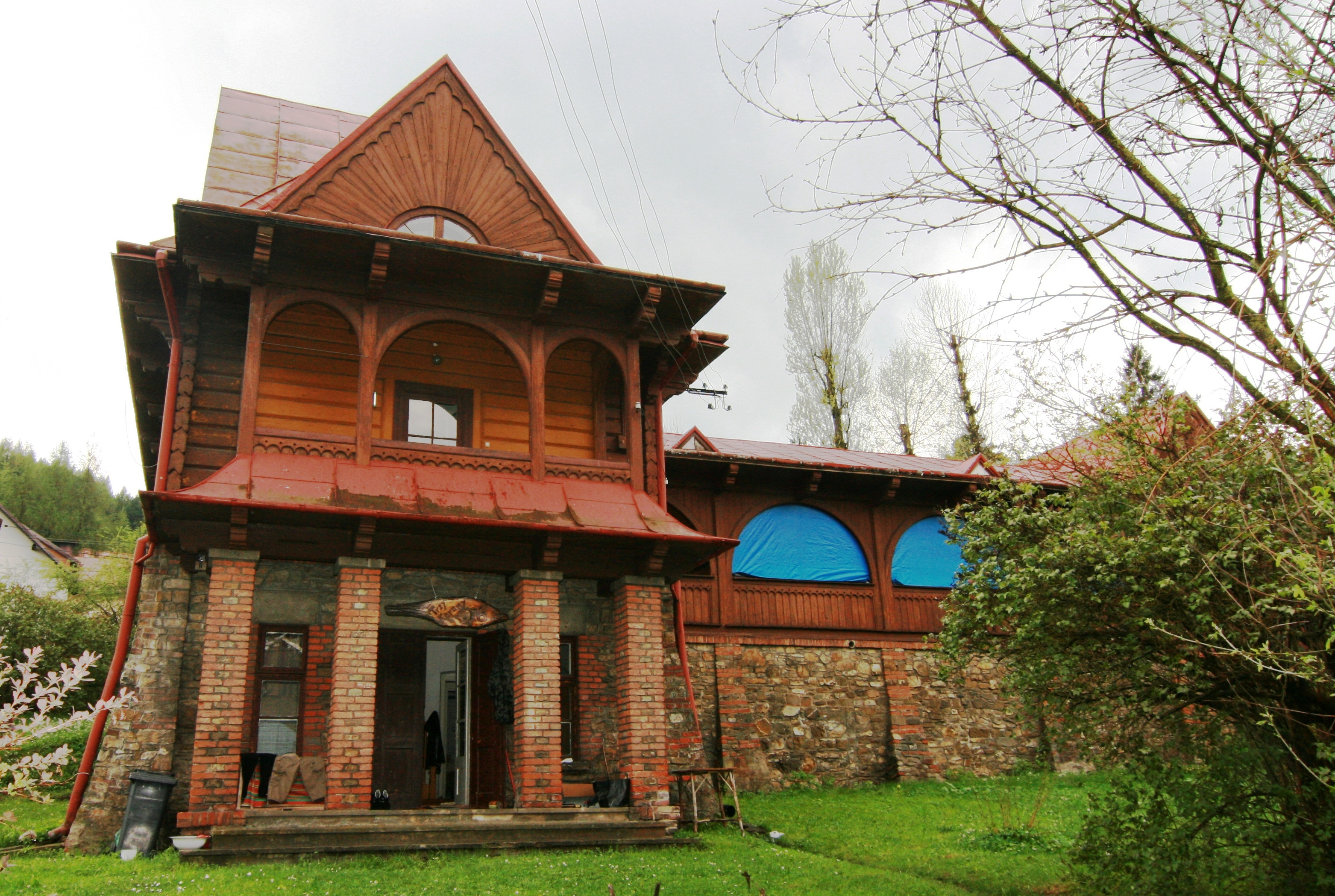
Pensjonat Sitowskich przy ul. Trzech Koron w Krościenku. Pierwotnie jedno z zabudowań dworskich

Na miejscu pito ją z „wyborną” żętycą. Hieronim Dziewolski utworzył lipową alejkę ku dwóm źródłom Stefan i Michalina w Potoku Zagórskim (fragmenty alei, wiodącej obecnie ul. Polną, istnieją do dziś). Służyła kuracjuszom pijącym wodę do przechadzek. Ale w 1883 roku przyjechało tu już tylko 35 kuracjuszy. Nieszczelne ocembrowanie źródeł zanieczyszczała deszczówka. Spowodowało to wstrzymywanie wysyłek wody. Po koniecznych naprawach i interwencjach u władz, znów przez pewien czas prowadzono wysyłkę. Do końca XIX wieku Krościenko nie rozwinęło się jako miejscowość uzdrowiskowa.
Hieronim Dziewolski był również kolatorem krościeńskiego kościoła pw. Wszystkich Świętych. Miał w związku z tym szereg obowiązków związanych z jego utrzymaniem (remonty, zakup wyposażenia), ale miał również ławę w prezbiterium kościoła. Miał również prawo opiniowania biskupowi kandydatów na proboszcza.

## Kolejne pokolenia Dziewolskich

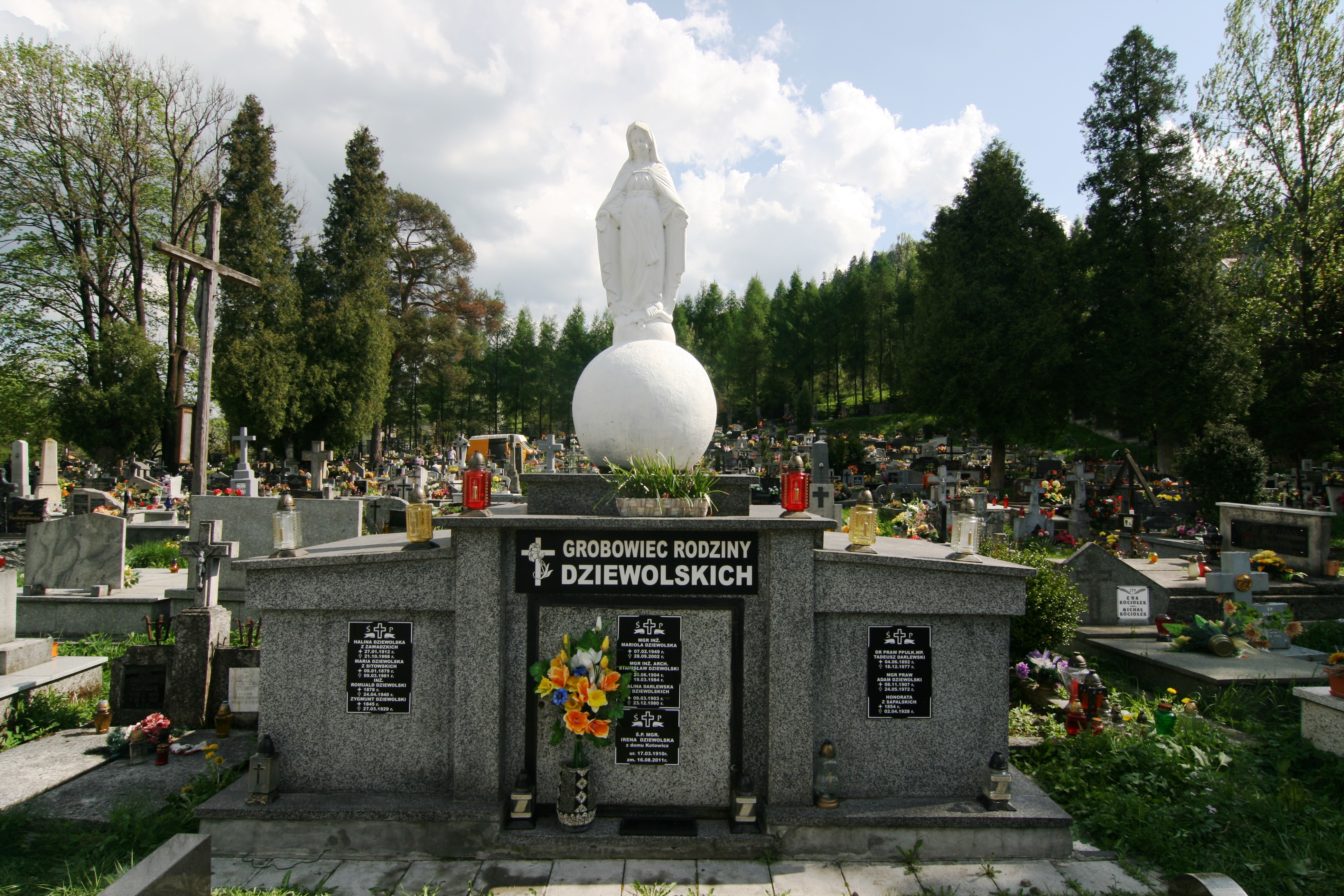
Grobowiec rodziny Dziewolskich na nowym cmentarzu w Krościenku. Pochowani są tu m.in. ostatni właściciele Krościenka: Zygmunt i Romuald Dziewolscy

Hieronim Dziewolski miał z Anną troje dzieci: Apolinarego (1842–1918), Zygmunta (1845–1929) i Michalinę (1847–1929) zamężną Kosterkiewicz.
Zygmunt Dziewolski odziedziczył Krościenko. Ożenił się z Honoratą Sapalską (1854–1928), wnuczką Franciszka Sapalskiego, uczestnika wyprawy napoleońskiej na Moskwę, kawalera Złotego Krzyża Orderu Virtuti Militari, wybitnego matematyka, profesora Uniwersytetu Jagiellońskiego, współautora pomysłu budowy Kopca Kościuszki w Krakowie.
Zygmunt i Honorata mieli czworo dzieci: Romualda (1878–1940), Zofię (1880–1961, żonę Ludwika Sitowskiego), Stefana (1882–1943) i Michalinę (1884–1967) zamężną Grotowską.
Romuald Dziewolski był ostatnim właścicielem Krościenka nad Dunajcem. Jego żona, Maria z Sitowskich, zmarła w 1961 roku.